# Hemiandrus monstrosus
Hemiandrus monstrosus är en insektsart som beskrevs av John Tenison Salmon 1950. Hemiandrus monstrosus ingår i släktet Hemiandrus och familjen Anostostomatidae. Inga underarter finns listade i Catalogue of Life.